# Men of Standard
Men of Standard é um grupo musical Americano de Música gospel.

## Discografia

### Álbuns do grupo
- 1996: Men of Standard (Muscle Shoals)
- 1999: Feels Like Rain (Muscle Shoals)
- 2002: Vol. III (Muscle Shoals)
- 2004: It's A New Day (Muscle Shoals)
- 2006: Surrounded (Columbia)
- 2009: Greatest Hits (Muscle Shoals)

## Isaac Carree
- 2011: Uncommon Me (Sovereign Agency)

### Singles notáveis
- 1996: "Winter" (Malaco)
- 1999: "In Your Will" (Malaco)
- 2002: "Count It All Joy" (Malaco)
- 2002: "Gotta Grip" (Malaco)
- 2004: "I Made It" (Malaco)
- 2006: "I Will" (Columbia)
- 2006: "Surrounded" (Columbia)

## Prêmios
| Ano  | Prêmio         | Categoria                                              |
| ---- | -------------- | ------------------------------------------------------ |
| 2000 | Stellar Awards | Group Duo of the Year for Feels Like Rain              |
| 2000 | Stellar Awards | Contemporary Group/Duo of the Year for Feels Like Rain |